# Nour 1
Nour 1 (en persan : ماهواره نور, « Lumière ») est un satellite iranien lancé le 22 avril 2020 par le lanceur Qased, à l'occasion de son vol inaugural. Il s'agit d'un satellite de format CubeSat 6U, pesant environ 15 kilogrammes, le premier de ce type à être lancé depuis l'Iran, placé sur une orbite circulaire de 425 km de rayon. Mesurant 20 sur 30 cm de côtés, Nour 1 est le premier satellite militaire iranien à être envoyé en orbite, depuis le désert central d'Iran, le Dacht-e Kavir.
Son lancement ravive les tensions internationales liées au programme militaire iranien en raison des capacités du lanceur utilisé.

## Contexte et déroulé du lancement
L'Iran a lancé son premier satellite, Omid, en 2009, devenant par la même occasion la 9e puissance spatiale mondiale. Ce vol, effectué grâce au lanceur national Safir, était réalisé à but civil, par l'Agence spatiale iranienne, tout comme les lancements effectués a posteriori qui verront l'envoi de plusieurs autres satellites. En 2017, le pays mettra en service un nouveau lanceur, plus puissant, toujours annoncé comme étant à but civil, Simorgh. Le Corps des Gardiens de la Révolution islamique, l'une des composantes de la défense iranienne, décide également de s'intéresser au secteur spatial, ce dernier pouvant s'avérer utile pour ses besoins.
Ainsi, l'Iran annonce sans préavis le 22 avril 2020 le succès du premier vol de son nouveau lanceur spatial léger, dénommé Qased. Ce vol est le premier succès iranien depuis 2015, et est également la première mise en orbite d'un satellite à but entièrement militaire. Ce vol est également le premier tir orbital effectué depuis le site de lancement de missiles de Shahroud, faisant donc de cette base la deuxième base spatiale du pays, après la base de Semnan, utilisée pour les activités spatiales civiles du pays.
Des observatoires privés et des sites de surveillance spatiaux ont annoncé avoir détecté le satellite iranien Nour volant au-dessus de l'Iran, des États-Unis et d'autres pays. Ils ont également annoncé avoir capté des signaux satellites iraniens au-dessus de mer d'Arabie et de l'océan Indien, selon les informations faisant état des premiers signaux satellite iraniens. Ils ont été capturés environ 11 heures après le lancement,.
Une nouvelle version du lanceur doit être développée, caractérisée par un premier étage à propergol solide. Alors que Qased est l'équivalent militaire de Safir, ce futur lanceur, nommé Zoljanah, serait l'homologue par sa capacité du lanceur Simorgh.

## Réactions internationales
- L'annonce de ce satellite militaire iranien intervient à un moment de tensions croissantes avec les États-Unis sur les programmes nucléaires et de missiles de l'Iran. Les responsables américains ont dit craindre que la technologie des missiles balistiques à longue portée utilisée par Téhéran ne puisse également être utilisée pour lancer des têtes nucléaires,. Téhéran nie ces accusations, affirmant ne mener aucune activité  liée aux missiles balistiques conçus pour pouvoir emporter des charges nucléaires d'armes nucléaires. Mike Pompeo, le secrétaire d'État américain, a confirmé que l'Iran avait violé les résolutions du Conseil de sécurité de l'ONU en lançant le satellite. Il a promis que cette mesure aurait des répercussions, comme il l'a dit lors d'une conférence de presse à Washington : « Je pense que l'Iran doit être tenu responsable de ce qu'il a fait ». Dans ce contexte, Pompeo a appelé le Conseil de sécurité des Nations unies à examiner le processus de lancement du satellite iranien et sa compatibilité avec la résolution 2231 émise par les Nations unies en 2015 à l'appui de l'accord nucléaire avec l'Iran.
 - La Russie a affirmé que le lancement du satellite militaire iranien ne viole aucune résolution de l'ONU. Le chef de la Commission des affaires étrangères de la Douma russe fait remarquer que "satellite militaire" ne signifie pas emport d'armes. Le président de la Commission des affaires étrangères de la Douma russe précise que « la Russie ne dispose d’aucun indice établissant que l’Iran ait testé un missile capable de transporter d’armes nucléaires ».
 - La France a fermement condamné le lancement de satellite militaire iranien et y estime qu'il représente « une source de préoccupation majeure pour la sécurité régionale et internationale ».
 - Israël a déclaré que la tentative des Gardiens de la Révolution iranienne de lancer un satellite militaire n'est qu'un front pour le développement continu de l'Iran de missiles avancés, y compris ceux qui peuvent transporter des têtes nucléaires.